# Eine Braut für sieben Brüder
Eine Braut für sieben Brüder (Originaltitel: Seven Brides for Seven Brothers) ist eine US-amerikanische Musical-Filmkomödie des Regisseurs Stanley Donen aus dem Jahr 1954 nach der Kurzgeschichte The Sobbin’ Women von Stephen Vincent Benét, die auf der bei Plutarch überlieferten altrömischen Geschichte vom Raub der Sabinerinnen basiert. Die Filmmusik wurde von Gene De Paul (Musik) und Johnny Mercer (Liedtexte) verfasst. Die Choreografie stammt von Michael Kidd.

## Handlung
Nur wenige Stunden nach dem Kennenlernen heiratet Milly den Hinterwäldler Adam. In Adams Hütte in den Bergen angekommen, merkt Milly, dass Adam einer von sieben Brüdern ist, die als Holzfäller in der gleichen Hütte leben. Die Brüder haben alle rotes Haar und sind alle groß. Ihre Vornamen stammen aus der Bibel und sind alphabetisch geordnet: Adam, Benjamin, Caleb, Daniel, Ephraim, Franziskus (kurz genannt Frank) und Gideon. Milly nimmt sich der rauen Brüder an und lehrt sie soziales Verhalten, Manieren und auch das Tanzen. Für die Brüder ist das natürlich schwer, aber sie erkennen, dass sie nur auf diesem Wege Frauen für sich finden können. Bei einem Richtfest können die Brüder ihre erlernten Kenntnisse testen. Sie treffen sechs Frauen, Dorcas, Ruth, Martha, Liza, Sarah und Alice. Die Frauen mögen die Brüder, doch sie alle haben Verehrer, die die Brüder in ihrer Eifersucht in einen Kampf verwickeln. Obwohl die Brüder den Streit nicht angefangen haben, werden sie aus der Stadt geworfen.
Der Winter kommt, die Brüder sehnen sich nach den Frauen. Adam liest ihnen eine Geschichte über den „Raub der Sabinerinnen“ vor und fordert seine Brüder auf, das Gleiche zu tun. Die Entführung gelingt, doch die entführten Frauen sind bestürzt und Milly ist wütend auf Adam. Als Milly den sechs Brüdern den Stall als Schlafstätte zuweist, zieht sich Adam in die Berge zurück.
Es wird Frühling, und mittlerweile haben sich die Frauen in die Brüder verliebt. Die Brüder machen ihnen den Hof und Milly bringt eine Tochter, die sie Hannah nennt, zur Welt. Gideon eilt zu Adam, um ihn von seiner Vaterschaft zu unterrichten und ihn nach Hause zurückzuholen. Doch Adam beschließt, erst zurückzukommen, wenn die Pässe geöffnet sind. Als der Frühling endlich da ist, kommt Adam zurück. Er möchte wissen, wie die Leute in der Stadt über die Vorfälle denken. Er schlägt vor, dass seine Brüder die Frauen in ihre Häuser zurückbringen sollen, doch die Brüder verweigern sich. Die Frauen wollen ebenso nicht zurück. Als die Frauen einmal nicht im Haus sind, bringt Adam seine Brüder dazu, sie zu suchen und nach Hause zu bringen.
Die Städter, die die Brüder für die Entführung zur Verantwortung ziehen wollen, kommen an der Hütte an. Sie finden die Brüder, die damit beschäftigt sind, die Frauen zurück in die Stadt zu bringen. Die Väter verstehen die Situation falsch und versuchen, ihre Töchter zu retten. Alice’ Vater, ein Prediger, hört Babygeschrei und nimmt an, dass es das Baby einer der Frauen ist. Mittlerweile sind die Brüder von den Vätern umstellt, die die Absicht haben, diese zu hängen. Als der Prediger fragt, wessen Baby da schreit, erklären sich alle Frauen zur Mutter des Babys. Da sie das Rätsel nicht lösen können, lassen die Stadtleute die Pärchen heiraten.

## Hintergrund
MGM musste fünf Jahre warten, um die Rechte an Benéts Kurzgeschichte kaufen zu können. Der Film wurde dann innerhalb von 48 Tagen abgedreht, wobei allein die Proben für die Richtfest-Szene drei Wochen dauerten. Nur vier Darsteller der Brüder waren wirklich Tänzer. Tamblyn war ein Turner und Richards, vormals ein Baseballspieler, ein reiner Schauspieler. Da Jacques d’Amboise beim New York City Ballet unter Vertrag stand, musste er das Set aus Termingründen vorzeitig verlassen. Seine Rolle als Ephraim wurde in den letzten Drehtagen von jemand anderem übernommen. Die Brautkleider stammen aus dem Fundus der Heilsarmee.
An der Entstehung des Films war eine Reihe von Oscar-Preisträgern beteiligt: der Filmeditor Ralph E. Winters, die Filmarchitekten Cedric Gibbons und Urie McCleary, die Ausstatter Hugh Hunt und Edwin B. Willis, der Kostümdesigner Walter Plunkett, der Toningenieur Douglas Shearer, die Spezialeffekt-Techniker A. Arnold Gillespie und Warren Newcombe, die musikalischen Leiter Saul Chaplin und Adolph Deutsch sowie der Liedtexter Johnny Mercer.
In den USA spielte der Film knapp 6,3 Millionen US-Dollar ein.
Für Norma Doggett blieb der Part der Martha die einzige Filmrolle.

## Kritiken
„Gut inszenierte und temperamentvoll choreographierte Show um eine Story, die der Geschichte vom ‚Raub der Sabinerinnen‘ entlehnt ist“, befand das Lexikon des internationalen Films. TV Spielfilm meinte: „MGM, Spezialist in Sachen Musical, schuf mit Eine Braut für sieben Brüder eine der typischsten amerikanischen Musikkomödien voller beschwingter Melodien und mitreißender Tanzszenen.“ Das Fazit der Cinema für die „schwungvolle Inszenierung“ lautete: „Virtuose Tanzszenen, Oscar-gekrönte Musik.“

## Auszeichnungen
Bei der Oscarverleihung 1955 wurde Eine Braut für sieben Brüder in der Kategorie Beste Filmmusik (Adolph Deutsch, Saul Chaplin) mit dem Oscar ausgezeichnet. Nominiert war der Film zudem in den Kategorien Bester Film, Bestes adaptiertes Drehbuch (Albert Hackett, Frances Goodrich, Dorothy Kingsley), Beste Kamera – Farbe (George J. Folsey) und Bester Schnitt (Ralph E. Winters).
Im selben Jahr erhielt Jeff Richards einen Golden Globe in der Kategorie Bester Nachwuchsdarsteller. Das Drehbuch wurde wiederum mit dem Writers Guild of America Award prämiert. Das National Board of Review zählte das Musical zu den zehn besten Filmen des Jahres, das außerdem für einen British Academy Film Award nominiert war. Stanley Donen war für den Preis der Directors Guild of America nominiert.
Im Jahr 2004 erfolgte die Aufnahme des Films in das National Film Registry.

## Die Vorlage „Der Raub der Sabinerinnen“
- Der Raub der Sabinerinnen im Projekt Gutenberg-DE
- Verfilmungen:
  - 1936 von Robert Adolf Stemmle: Der Raub der Sabinerinnen (1936)
  - 1954 von Kurt Hoffmann: Der Raub der Sabinerinnen (1954)
- Theaterstück von Franz und Paul von Schönthan: Raub der Sabinerinnen